# World Travel Monitor
Le World Travel Monitor / European Travel Monitor est un système d'information touristique global sur le comportement spécifique des résidents d'un pays donné, concernant les voyages qu'ils entreprennent à l'étranger.

## Origines / Objectifs
L'European Travel Monitor prélève depuis 1988, dans tous les pays d’Europe et de manière continue, les principales données relatives aux voyages entrepris à l’étranger. En 1995, l'European Travel Monitor est devenu le World Travel Monitor à la suite de l'élargissement de son champ d’activités à tous les marchés d’importance des autres continents (USA, Canada, Australie, Argentine, Brésil, Émirats arabes unis, Arabie Saoudite, Japon, Chine, Inde, etc.). Les données sont collectées lors d’enquêtes menées en propre ou bien en collaboration avec des entreprises partenaires installées sur place. À l’heure actuelle[Quand ?], le World Travel Monitor couvre quelque 90 % du flux des voyages internationaux. L’enquête est conçue et menée par la société IPK International. Elle a pour objectif de recenser tous les voyages à l’étranger comprenant au moins une nuitée, quels qu'en soient leurs motifs. Outre les voyages de vacances, l’enquête s’applique donc aussi aux voyages d’affaires et à tous les autres types de voyages entrepris à titre privé (tels que les voyages chez des parents et amis).
La décision de créer ce système d’information (d’abord en Allemagne, puis en Europe) est liée au fait que les décideurs du secteur du tourisme, en dépit des informations qu’ils possédaient déjà, ne disposaient d’aucune vue d’ensemble sur les marchés internationaux en Europe et à l’extérieur de l’Europe (sous forme d’une base de données permettant une comparaison directe du volume des flux et de la manière dont les Allemands, les citoyens des États-Unis, les Britanniques, les Russes, les Chinois, etc. organisent respectivement leurs voyages à l’étranger). S’il existait certes déjà des enquêtes et des statistiques officielles avant l’introduction du European Travel Monitor/ World Travel Monitor, c’est à peine si leurs résultats pouvaient être comparés, car les échantillons de personnes interrogées et les méthodes de sondages divergeaient trop entre les pays.
L'European Travel Monitor/ World Travel Monitor est une étude à frais partagés. Parmi les principaux clients qui la commandent se trouvent des offices nationaux ou régionaux du tourisme, des ministères de l’économie ou du tourisme, des voyagistes, des chaînes d’hôtels internationales, des agences de marketing, des entreprises de conseil, etc.

## Méthode
L'European Travel Monitor/ World Travel Monitor est une étude représentative de la population, c’est-à-dire que la composition de l’échantillon de personnes interrogées correspond à celle de la population de 15 ans et plus dans chaque pays respectif. Les sujets sont interrogés par appels téléphoniques assistés par ordinateur ou dans le cadre d’enquêtes face-à-face (méthodes dites CATI et CAPI). Le nombre d’interviews conduits chaque année varie en fonction de l’importance et de la taille du marché émetteur (de 2 000 pour les marchés les plus petits à 24 000 pour les plus grands). Au total, 500 000 interviews sont menés chaque année dans le cadre du World Travel Monitor. 
Le nombre élevé de sujets interviewés constitue une amélioration qualitative et permet d’analyser plus en profondeur les données acquises. On obtient ainsi des informations plus précises, y compris sur des segments de marché de plus petite taille. 
Les données importantes relatives au voyage sont recensées dans un questionnaire standardisé dont les questions de base sont restées inchangées depuis 1988. Le questionnaire du European Travel Monitor/ World Travel Monitor porte sur le volume des voyages (c’est-à-dire leur nombre) entrepris à l’étranger et sur les nombreuses caractéristiques individuelles qu’ils présentent. Les paramètres suivants sont ainsi recensés :
- nombre des voyages à l’étranger / volume du marché
- séjours avec nuitée(s)
- pays de destination (dans le monde entier)
- régions / villes de destination
- objet du voyage (voyage d'affaires, voyage, autres voyages (VFR, pèlerinage,  voyage linguistique, etc.)
- types de vacances / segments (personnes recherchant le soleil, circuits, villes spécifiques, séjours en montagne, croisières, sports d’hiver, bien-être / déplacements pour raison de santé, etc.)
- voyages motivés par des vacances / activités de vacances (relaxer, les visites touristiques, découvrez un pays et ses habitants, la bonne cuisine, etc.)
- les visites répétées à und destination
- types de voyages d’affaires (MICE – Meeting, Incentive, Convention, Exhibition, voyages d’affaires traditionnels)
- moyens de transport (y compris à bas prix)
- les types / catégories d’hébergements (hôtel 5, 4, 3, 2/1 étoiles, autres hébergements (résidence de vacances, camping, etc.))
- le comportement de réservation du voyage / sites de réservation / produits / période de réservation
- utilisation d’Internet
- sources d’information utilisée pour le voyage
- voyages avec des enfants
- période de voyage
- dépenses de voyage
- groupe cible / profil du voyageur (sexe, âge, niveau d’études, revenus, enfants dans le ménage / taille du ménage)
- marchés régionaux
- fréquence de voyage
- taux de départ